# Slavá Vorlová
Slavá Vorlová pseud. Mira Kord (ur. 15 marca 1894 w Náchodzie, zm. 24 sierpnia 1973 w Pradze) – czeska kompozytorka, nauczycielka muzyki.

## Życiorys
Uczyła się śpiewu u Rosy Papier w Wiedniu. Uczyła się kompozycji u Vítězslava Nováka, a gry na fortepianie u Václava Štěpána. Poślubiła przedsiębiorcę Rudolfa Vorela 11 stycznia 1919 roku w Pradze i przez następne 15 lat jej plany kompozytorskie odeszły na dalszy plan, gdyż zajmowała się pomocą mężowi w tworzeniu rodzinnego biznesu; małżeństwo przeniosło się z Nachodu do Pragi i prowadziło sklep z kapeluszami. Powróciła do komponowania w 1933 roku.
Pracowała jako nauczycielka muzyki w Náchodzie. Studiowała w Pradze grę na fortepianie u Františka Maxiána i kompozycję u Jaroslava Řídký’ego w Konserwatorium Praskim od 1934 roku. 
8 maja 1945 roku była przymusowym świadkiem egzekucji jej męża przez komando SS, co wywołało u jej znaczną traumę.
Ukończyła mistrzowską klasę kompozycji w Pradze w 1948 roku. W 1972 roku Supraphon wydał nagranie jej kompozycji pt. Imanence, op. 88 (album Týden nové tvorby skladatelů českých zemí 1972). Zmarła po długiej chorobie.

## Twórczość
Komponowała muzykę orkiestrową, muzykę kameralną, teatralną, napisała trzy opery. Jako pierwsza czeska kompozytorka wykorzystała klarnet basowy jako instrument solowy, komponowała je dla przyjaciela, klarnecisty basowego Josefa Horáka. Współpracowała z poetą Vladimírem Hlochem. Pisała utwory dodekafoniczne, wykorzystywała techniki serialistyczne i aleatoryczne. Wybrane dzieła:
- Beskydy, kwartet smyczkowy (1933)[5]
- Maličká země (1942)[1]
- Bílá oblaka (1943)[1]
- Nonet (1944)[2]
- Symfonia op. 18, dedykowana Janowi Masarykowi[5] (1948)[2][1]
- Zpěvy Gondwany (1949)[1]
- Złoty ptaszek[2] (cz. Zlaté ptáče) op. 27, opera (1950)[1]
- Tango cantabile (1951)[2]
- Bożena Niemcowa[1] (cz. Božena Němcová) op. 24, suita w ośmiu obrazach (1951)[2]
- Koncert pastoralny na obój i orkiestrę (1952)[2]
- 3 cěské tance op. 29 (1953)[1]
- Rozmaryn[2] (cz. Rozmarýnka) op. 30, opera (1953)[1]
- Koncert słowacki na altówkę i orkiestrę (1954)[2]
- Szarada (1956)[2]
- Serenata Desta op. 58 na flet, klarnet basowy i fortepian (1962)[5]
- Dva světy op. 45, opera (1958)[1]
- Magellan vesmíru (1960)[1]
- Wariacje melodyczne na kwartet smyczkowy[2]
- Droleries bascclarinerriques op. 63 na klarnet basowy (1964)[4]
- Dedikace op. 64, (1965)[1]
- Bhukhar op. 67 (1965)[1][7]
- Imanence op. 88[5]